# Tis u Blatna

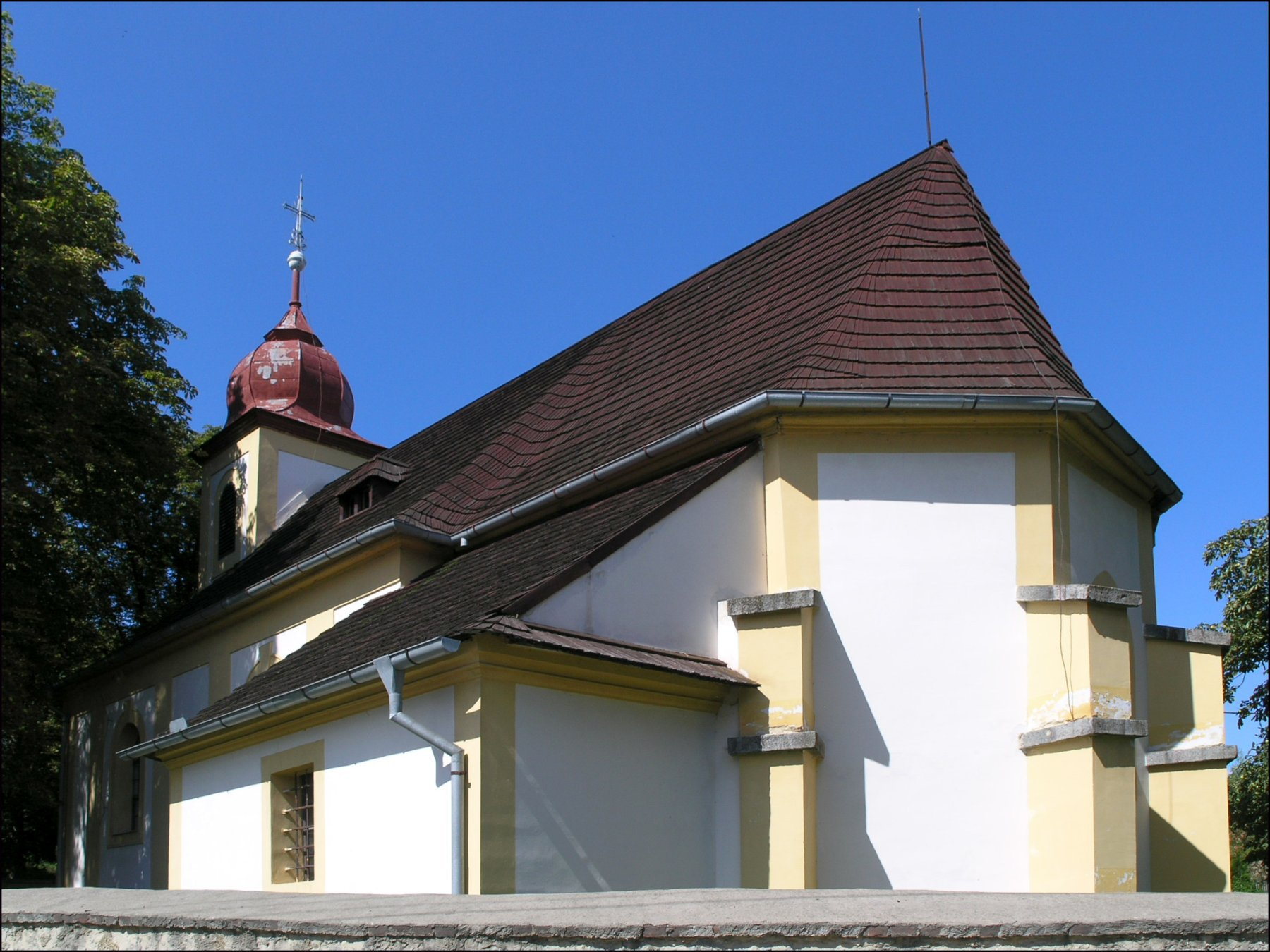
Kirche der hl. Kreuzerhöhung

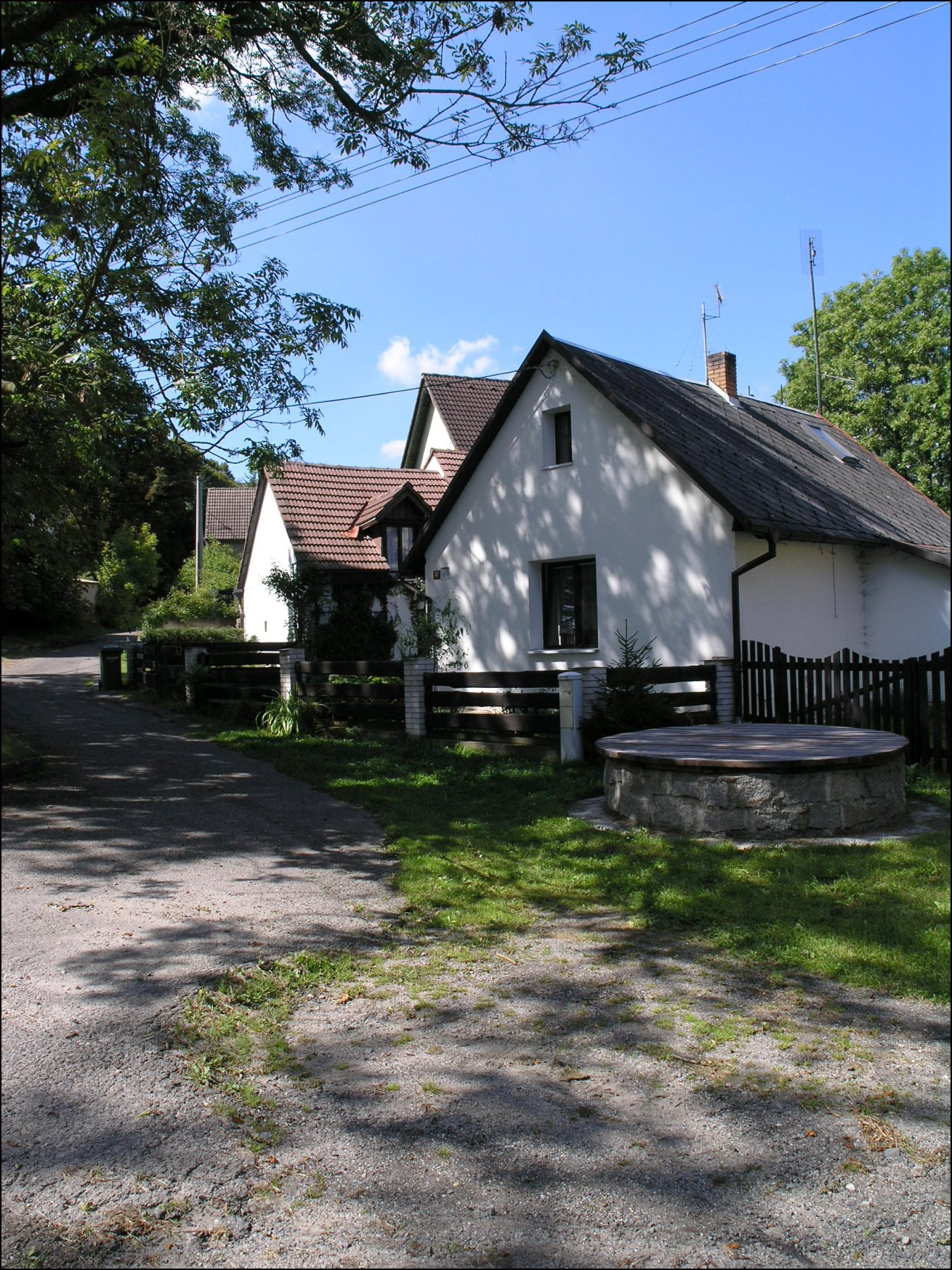
Ortsansicht von Tis u Blatna

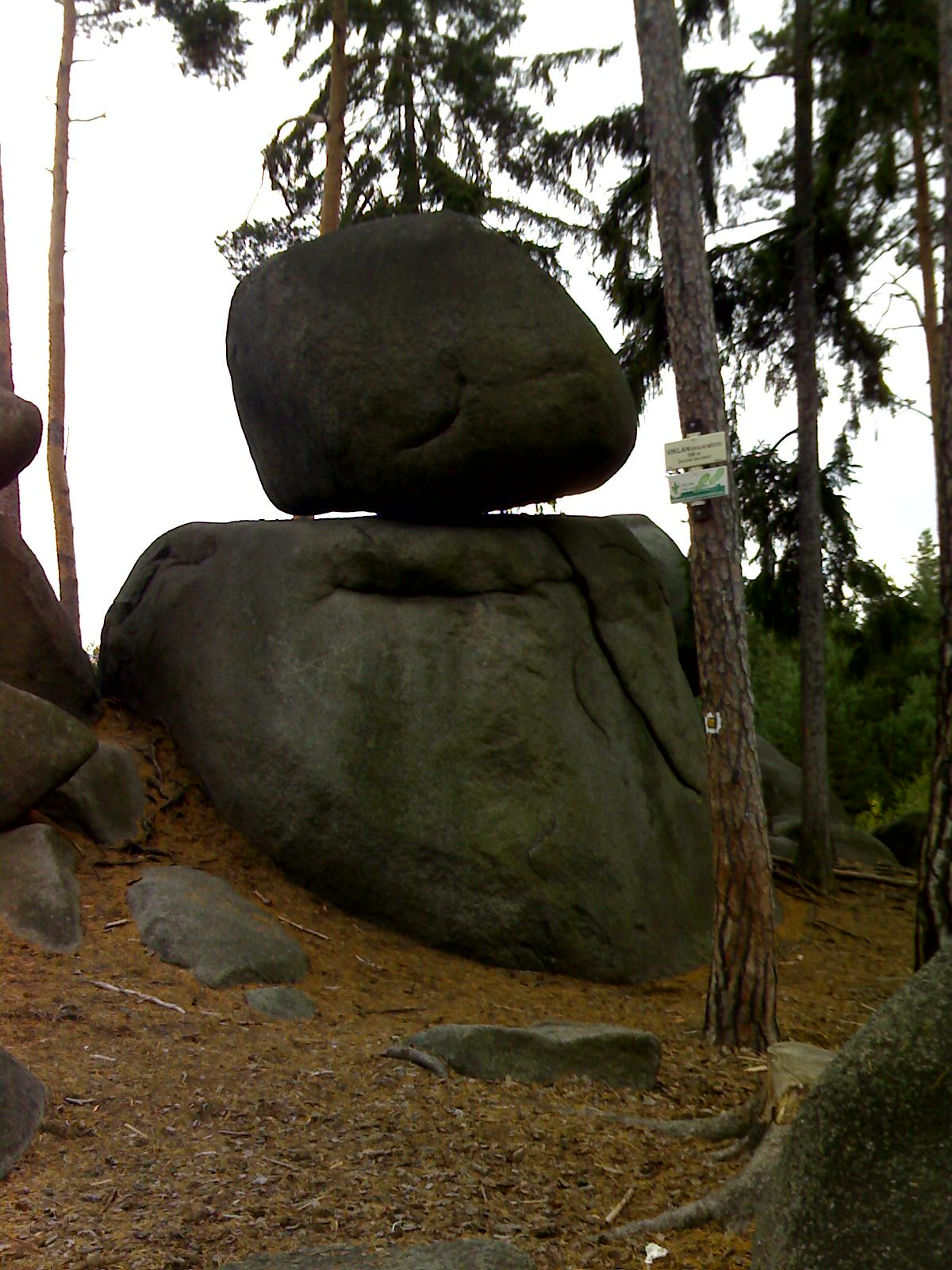
Wackelstein

Tis u Blatna (deutsch Tiß bei Pladen, früher Tyß) ist eine Gemeinde in Tschechien. Sie liegt neun Kilometer westlich von Jesenice und gehört zum Okres Plzeň-sever.

## Geographie
Tis u Blatna befindet sich auf einem Pass in der Rabštejnská pahorkatina (Rabensteiner Hügelland), einem Teil des Rakonitzer Hügellandes. Das Dorf liegt auf einer Waldlichtung im Naturpark Horní Střela. In Tis u Blatna entspringen die Bäche Struhařský potok, Tiský potok und Balkovský potok. Nördlich erheben sich die Čertovka (587 m) und der Velký les (592 m), im Osten der Nad Luhy (594 m), südlich der Žebrák (620 m) und im Nordwesten der Kanešův kopec (633 m)
Nachbarorte sind Lubenec, Jelení, Řepany, Ležky und Nová Hospoda im Norden, Malměřice und Blatno im Nordosten, Krty im Osten, Velečín, Pastuchovice und Pohvizdy im Südosten, Žihle, Sklárna, Nový Dvůr und Poustky im Süden, Nový Domek, Jablonná und Dvorec im Südwesten, Balková und Poříčí im Westen sowie Kračín, Žďárek, Vítkovice, Ovčárna und Struhaře im Nordwesten.

## Geschichte
Die erste schriftliche Erwähnung des Ortes erfolgte 1227 im Testament des Kojata IV. von Hrabischitz. Später gehörte das Dorf dem Spital der Kreuzherren mit dem Roten Stern. Im Jahre 1253 übertrug Agnes von Prag das Gut einschließlich des Kirchpatronates dem Kloster der Kreuzherren in Blatno.
Während der Hussitenkriege erlosch das Kloster Blatno; seine Güter wurden der Herrschaft Rabstein zugeschlagen. Deren Besitzer waren seit 1518 die Grafen Schlik, zwischen 1564 und 1573 die Herren von Schwanberg auf Přimda und danach erneut die Grafen Schlik. Diese verkauften die Herrschaft Rabenstein 1578 als gemeinschaftlichen Besitz an Georg von Kokořov auf Šťáhlavy und Žlutice und Jaroslav von Kolowrat-Liebsteinsky auf Petersburg. Nach der Schlacht am Weißen Berg wurden due Güter des Joachim Kolowrat-Liebsteinsky konfisziert und fielen der Hofkammer zu. 1631 erwarb Albrecht von Waldstein die Herrschaft Rabstein. Nach dessen Ermordung wurde sie 1634 erneut konfisziert und 1642 durch Kaiser Ferdinand II. an Leonhard Helfried von Meggau verschenkt. Dessen Erben verkauften die Rabsteiner Güter 1665 für 60.000 Gulden an Sebastian Graf von Pötting. Franz Karl von Pötting, der jüngste Sohn Sebastians, erwarb den Besitz nach dem Tode seiner älteren Brüder. 1715 verkaufte er die Rabsteiner Güter für 129.000 Gulden an Franz Joseph Czernin von Chudenitz, der sie seiner Herrschaft Petersburg anschloss. Im Jahre 1738 ersteigerte Barbara Kolowrat-Krakowsky aus dessen Nachlass das Gut Rabstein und verkaufte es 1748 für 190.000 Gulden an Maximilian Wenzel Lažansky von Bukowe (Lažanští z Bukové); ihm folgte 1776 sein Sohn Prokop und ab 1804 dessen Söhne Prokop und Johann. Zum Ende des 18. Jahrhunderts entstanden auf den Gründen eines emphyteutisierten Meierhofes die Ansiedlungen Neuhäusel und Schuppenhäusel. Im Jahre 1782 brannte das gesamte Dorf nieder. Nach dem Wiederaufbau der Kirche, die zuvor eine Filiale der Pfarrei Rabenstein gewesen war, wurde 1789 in Tyß ein Lokalist eingesetzt. In einem angemieteten Raum wurde ab 1792 Schulunterricht abgehalten. Prokop und Johann Lažansky von Bukowe teilten 1817 das Gut Rabstein zwischen den Herrschaften Chiesch und Manetin auf, wobei Tyß zum Chiescher Anteil kam. 1822 wurde in Tyß auf Kosten des Religionsfonds ein Lokalistenhaus erbaut. 1825 ließ die Herrschaft im Wald südöstlich des Dorfes eine Glashütte anlegen.
Im Jahre 1846 bestand Tiß / Tys aus 45 Häusern mit 284 deutschsprachigen Einwohnern. Unter dem Patronat des Religionsfonds standen die Lokalkirche zur hl. Kreuzerhöhung und das Lokalistenhaus unter dem der Obrigkeit die Schule. Außerdem gab es im Ort ein Wirtshaus. Abseits lagen das Jägerhaus auf der Langen Wiese, eine dominikale Glasfabrik (Sklárna) und die Dominikalsiedlung Neuhäusel (Nový Domek). Tiß war Pfarrort für Neuhäusel und Kratzin. Bis zur Mitte des 19. Jahrhunderts blieb Tiß zur Herrschaft Chiesch untertänig.
Nach der Aufhebung der Patrimonialherrschaften bildete Tyß / Tis ab 1850 mit dem Ortsteil Neuhof und den Einschichten Glashütte, Langenwiese, Neuhäusel und Schupfenhäuser eine Gemeinde im Bezirk Eger und Gerichtsbezirk Luditz. 1868 wurde Tyß dem Bezirk Luditz zugeordnet. Zwischen 1888 und 1889 wurde ein Schulhaus für einen zweiklassigen Unterricht erbaut. Anfang des 20. Jahrhunderts setzte sich die Schreibweise Tiß durch. Seit 1924 führte die Gemeinde zur Unterscheidung vom im gleichen Bezirk gelegenen Dorf Tiß bei Luck den amtlichen Namen Tiß bei Pladen / Tis u Blatna. 1927 wurde eine staatliche tschechische Schule eröffnet. Das Unterdorf bestand aus Bauernhöfen; im Oberdorf waren Häusler ansässig, die sich ihren Lebensunterhalt durch Arbeit im Forst oder den Granitsteinbrüchen am Žebrák verdienten. 1930 lebten in Tiß bei Pladen mit Neuhof 642 Personen. Im Jahre 1934 bestand die Einwohnerschaft aus 361 Deutschböhmen und 133 Tschechen.
Nach dem Münchner Abkommen wurde die Gemeinde 1938 dem Deutschen Reich zugeschlagen und gehörte bis 1945 zum Landkreis Luditz. 1939 hatte die Gemeinde 432 Einwohner. Nach dem Ende des Zweiten Weltkrieges kam Tis u Blatna zur Tschechoslowakei zurück und die deutschsprachigen Einwohner wurden vertrieben. Der Okres Žlutice wurde 1949 aufgehoben; danach wurde die Gemeinde dem Okres Podbořany zugeordnet und seit dessen Aufhebung im Jahre 1960 gehört Tis u Blatna zum Okres Plzeň-sever. Im Jahre 1961 wurden Balková und Kračín eingemeindet. Am 1. Juli 1980 erfolgte die Eingemeindung von Tis u Blatna nach Žihle. Am 24. November 1990 lösten sich Balková, Kračín und Tis u Blatna wieder von Žihle los und bildeten die Gemeinde Tis u Blatna; Nový Dvůr verblieb bei Žihle.

## Gemeindegliederung
Die Gemeinde Tis u Blatna besteht aus den Ortsteilen und Katastralbezirken Balková (Walkowa), Kračín (Kratzin) und Tis u Blatna (Tiß bei Pladen). Zu Tis u Blatna gehören außerdem die Siedlung Sklárna (Glashütte, früher Tysser Glashütte) sowie die Einschicht Nový Domek (Neuhäusel, früher Tysser Neuhäusel).

## Sehenswürdigkeiten
- Kirche der hl. Kreuzerhöhung, der ehemals gotische Bau wurde nach dem Brand von 1782 zwischen 1788 und 1789 in barocker Gestalt wiederaufgebaut und 1789 mit einem Lokalisten besetzt.
- Statue des hl. Johannes von Nepomuk, geschaffen 1835
- Gusseisernes Kreuz aus dem Jahre 1889
- Naturlehrpfad Sklárna
- Granitfelsen Dědek, Bába, Hřib und Viklan (Wackelstein) im Wald südlich des Ortes
- Hochseilgarten Sklárna